# Cerusyt
Cerusyt (gr. keros – "wosk"; łac. cereus – "o barwie wosku" lub cerrusa – "biały ołów") – rzadki minerał z grupy węglanów.

## Charakterystyka

### Właściwości
Często tworzy zbliźniaczenia (kolankowe, gwiaździste, wachlarzowate), spotykany jest też w formie naskorupień. Dobrze wykształcone kryształy spotykane są w druzach. Występuje w skupieniach zbitych, włóknistych, ziemistych, proszkowych i nerkowatych. Jest izomorficzny z aragonitem, stroncjanitem. Jest bardzo kruchy, przezroczysty, czasami wykazuje efekt kociego oka. Czasami zawiera znaczne ilości srebra. W świetle ultrafioletowym wykazuje niebieskozieloną lub żółtą fluorescencję. 

### Występowanie
Powstaje w strefach utleniania kruszców ołowiu, głównie galeny, w obecności węglanów, pod wpływem wody zawierającej dwutlenek węgla. Powstaje też na hałdach starych kopalń kruszcowych; także w utworach hydrotermalnych. Towarzysza mu najczęściej malachit, azuryt, piromorfit, mimetyt, wulfenit, anglezyt, baryt, kwarc, hemimorfit i smithsonit. 
Miejsca występowania:
- Na świecie: Namibia – Tsumeb; USA – Nowy Meksyk, Pensylwania, Kolorado, Arizona; Australia – Broken Hill, Włochy – Monte Poni na Sardynii; Czechy; Niemcy – Schwarzwald, Siegerland, okolice Bad Ems; Szkocja – Leadhills; Maroko – Touissit[2].

- W Polsce: w okolicach Bytomia, Olkusza, w rejonie świętokrzyskim, na Dolnym Śląsku. W Polsce cerusyt jest często występującym składnikiem triasowych dolomitów kruszconośnych regionu śląsko-krakowskiego.

### Zastosowanie
- źródło otrzymywania ołowiu, niekiedy też srebra,
- w starożytności, oraz XVI i XVII wieku po sproszkowaniu był używany jako puder kosmetyczny; jako że cerusyt jest minerałem bardzo trującym, używanie takiego pudru doprowadzało do nagromadzenia się ołowiu w organizmie i śmierci.
- od starożytoności do początku XX wieku po sproszkowaniu używany był jako biały pigment w dekoratorstwie wnętrz, oraz wszystkich rodzajach malarstwa.
- ma znaczenie naukowe (określanie genezy złóż),
- poszukiwany przez kolekcjonerów.